# Route des Romains (Strasbourg)
La route des Romains (Römerstraße en allemand, Römerstross en alsacien) est une voie de circulation de la ville de Strasbourg. Elle constitue l'une des voies d'accès principales de la ville en venant de l'ouest.

## Histoire

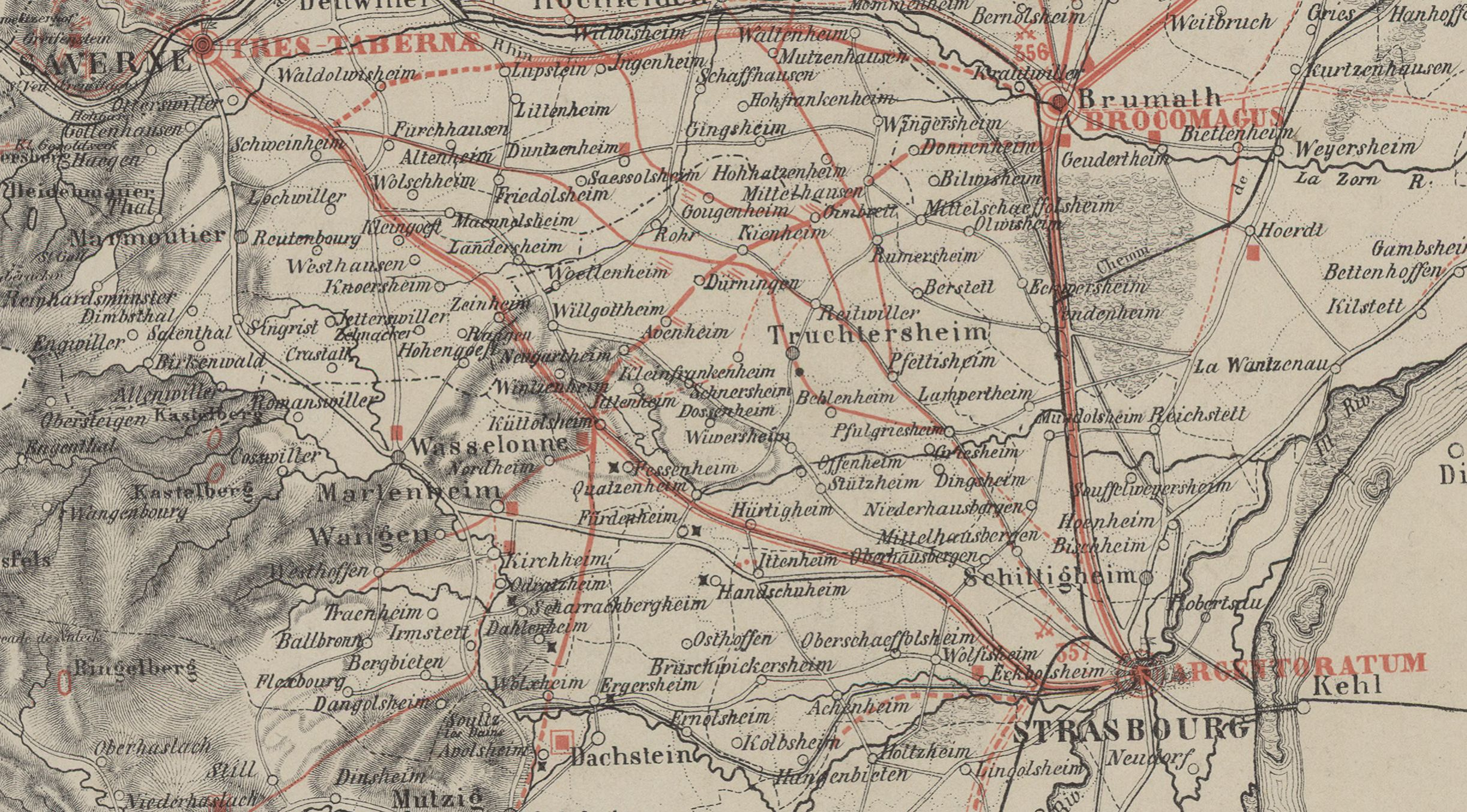
Tracé de la voie de Romaine Argentoratum (Strasbourg) à Tres Tabernæ (Saverne).

La route des Romains est une ancienne voie romaine ralliant Argentoratum (Strasbourg) à Tres Tabernæ (Saverne) et ensuite à travers le massif des Vosges à Divodurum Mediomatricorum (Metz) et Durocortorum (Reims) via la voie romaine Reims-Metz. Son tracé correspondait à celui de la route départementale D228 de Strasbourg à Kuttolsheim pour ensuite continuer quasiment tout droit jusqu'à Saverne empruntant un tracé qui n'existe plus aujourd’hui. Au-delà, elle passe le col de Saverne et se dirige vers Phalsbourg.
La découverte récente d'une allée de tombeaux dans ce quartier de Koenigshoffen permet de mettre des noms grâce aux monuments retrouvés sur les personnages fondateurs de ce site.
Elle est datée du Ier siècle avec l'arrivée de la IIe légion en 16-17 à Argentoratum, lorsque Tibère réorganise les districts militaires de la Germanie inférieure et supérieure que commence l'organisation du site.

### Nécropole
C'est la nécropole le long de cette route qui caractérise le mieux son occupation au Ier siècle dans la partie nord de la route.
Entre 2014 et 2015, des fouilles préventives sont réalisées des numéros 8 à 20, mettant au jour 18 ensembles funéraires sur une longueur de 75 mètres, en direction de l'est, comme le démontrent les fouilles préventives de 2018-2020.

### Quelques soldats de laIIelégion
Une dizaine de monuments de soldats de cette nécropole appartenant à la IIe légion sont identifiés :
- Le pérégrin, Comnisca, fils de Vedillus.

## Localisation
Elle est située dans le quartier de Koenigshoffen. D'une longueur de 2,6 kilomètres, elle va de la rue de Koenigshoffen à la route de Wasselonne à Eckbolsheim.
La route des Romains est l'axe routier principal du quartier de la Koenigshoffen.

## Desserte
La route des Romains est la voie majeure du quartier de Koenigshoffen et est l'une des deux voies d'accès principales (l'autre étant l'autoroute A351) à la commune d'Eckbolsheim depuis Strasbourg.

## Transport en commun
La route des Romains est desservie sur une majeure partie sa longueur par la ligne de bus 4 et par la ligne 50 sur environ un tiers. Les lignes 29, 41 et 70 possèdent également des arrêts sur la route des Romains. L'arrêt de tram « Poteries », desservi par les lignes D ainsi que par les lignes de bus 4a, 41 et 70 se trouve à proximité de son extrémité ouest. Depuis le 29 août 2020, la ligne de tram F dessert la partie est de la route des Romains, avec les stations « Parc des Romains » et « Comtes ».